# Straßenradsport-Weltmeisterschaften 1983
Die Straßenradsport-Weltmeisterschaften 1983 fanden am 31. August sowie am 3. und 4. September im schweizerischen Altenrhein  statt.

## Renngeschehen
Das Straßenrennen ging über einen Rundkurs von 14,995 Kilometern. Experten stuften ihn als „schwierig und anspruchsvoll“ ein. Die Frauen befuhren den Kurs vier-, die Amateure zwölf- und die Profis 18-mal.
Greg LeMond wurde überraschend als erster US-Amerikaner Straßen-Weltmeister der Profis und strafte damit alle diejenigen Lügen, die prophezeit hatten, dass auf dem schweren Kurs nur ein Fahrer mit einer starken Mannschaft im Rücken gewinnen könne. LeMond konnte sich lediglich auf drei international unerfahrene Landsmänner stützen. Die europäischen Radsportverbände hingegen hatten ihren Stars hohe Summen im Falle eines Sieges zugesagt. Das Podium bei dieser Straßen-WM war so jung wie selten: LeMond war erst 22, der Zweite Adrie van der Poel 24, Stephen Roche 23 Jahre alt.
Bei der Profi-Entscheidung gehörten acht westdeutsche Athleten, darunter Gregor Braun, zum insgesamt 177 Teilnehmer umfassenden Starterfeld. Am Ende gehörten alle Deutschen zu den 31 Fahrern, die das Rennen vorzeitig beendeten. Bei den Amateuren war der Deutsche Radsport-Verband der DDR mit sieben Fahrern vertreten. Neben Sieger Uwe Raab platzierten sich mit Thomas Barth, Olaf Ludwig und Falk Boden gleich vier DRSV-Akteure unter die ersten Zehn des Einzelrennens, bei dem lediglich 68 von 157 Startern das Ziel erreichten. Bei den Frauen kamen 69 von 75 Fahrerinnen im Ziel an; beste Vertreterin des Bundes Deutscher Radfahrer war Beate Habetz auf Rang neun.
Der Kurs für das Mannschaftszeitfahren führte über die Autobahn von Altenrhein nach Montlingen, dort wurde gewendet und zurückgefahren. Die Vertretung der DDR – bestehend aus Bernd Drogan, Boden, Ludwig und Raab – belegte mit 3:38 Minuten auf Sieger UdSSR den sechsten Rang. Der bundesdeutsche Vierer in der Besetzung Dieter Burkhardt, Thomas Freienstein, Michael Marx und Hartmut Bölts benötigte für die Strecke weitere dreieinhalb Minuten mehr und kam am Ende auf Platz 15 ein.

## Ergebnisse

### Frauen
Straßeneinzelrennen über 59,976 km
| Platz | Athletin          | Land | Zeit         |
| ----- | ----------------- | ---- | ------------ |
| 1     | Marianne Berglund | SWE  | 1:38:17 h    |
| 2     | Rebecca Twigg     | USA  | gleiche Zeit |
| 3     | Maria Canins      | ITA  | gleiche Zeit |

### Männer – Profis
Straßeneinzelrennen über 269,892 km
| Platz | Athlet             | Land | Zeit                    |
| ----- | ------------------ | ---- | ----------------------- |
| 1     | Greg LeMond        | USA  | 7:01:21 h (38,432 km/h) |
| 2     | Adrie van der Poel | NED  | + 1:11 min              |
| 3     | Stephen Roche      | IRL  | gleiche Zeit            |

### Männer (Amateure)
Straßeneinzelrennen über 179,928 km
| Platz | Athlet           | Land | Zeit                    |
| ----- | ---------------- | ---- | ----------------------- |
| 1     | Uwe Raab         | GDR  | 4:31:53 h (39,759 km/h) |
| 2     | Niki Rüttimann   | SUI  | gleiche Zeit            |
| 3     | Andrzej Serediuk | POL  | + 0:04 min              |

Mannschaftszeitfahren über 100 km
| Platz | Land | Athleten                                                              | Zeit       |
| ----- | ---- | --------------------------------------------------------------------- | ---------- |
| 1     | URS  | Juri Kaschirin, Sergei Nawolokin, Oleh Tschuschda, Oleksandr Sinowjew | 1:59:12 h  |
| 2     | SUI  | Daniel Heggli, Heinz Imboden, Othmar Häfliger, Benno Wiss             | + 1:14 min |
| 3     | NOR  | Terje Gjengaar, Dag Hopen, Hans Petter Ødegård, Tom Pedersen          | + 2:17 min |